# Méchouar de Casablanca
Le Méchouar de Casablanca (ar) مشوار الدار البيضاء est la « cité royale » de Casablanca, capitale économique du Maroc, et une commune urbaine au statut spécial, faisant partie de la préfecture de Casablanca (qui correspond à ce qu'on appelle couramment la ville de Casablanca).
Cette commune, enclavée dans la commune urbaine de Casablanca, a connu, de 1994 à 2004 (années des derniers recensements), une baisse de population d'environ 20 %, passant de 3 956 à 3 365 habitants.
Et d'après un recensement régional, la population du Méchouar de Casablanca a très peu baissé en quatre ans et serait au nombre de 3 000 en 2008.